# István Éliássy
István Éliássy (né en 1801 à Vác) est un juriste, écrivain et poète hongrois.

## Biographie
Il fut avocat, procureur principal des domaines de Buják (comitats de Heves et Nógrád) du prince Esterházy, et juge (táblabíró) de plusieurs comitats.
Il finance sur ses deniers des œuvres culturelles et sociales : il offre au théâtre national hongrois 12 forints 30 kreuzer par an de juillet 1836 à sa mort, et en 1845 il consacre les revenus de sa pièce A magyarok Éjszakamerikában (« Les Hongrois en Amérique du Nord ») à la création d'une chambre mortuaire dans la ville de Gyöngyös.

## Œuvres
- Öröm dall, pour la fête du comte Ferenc Nádasdy (hu), Vác, 1839
- Hunnia a haladás korszakában, Eger, 1842[3]

Pièces de théâtre
- Mohácsi csata, drame chevaleresque en 5 actes, première à Vác le 16 décembre 1829
- Tatárok Vácz alatt, pièce historique, première à Vác le 1er mars 1838
- A magyarok Éjszakamerikában, pièce en 3 actes, Eger, 1845[2]